# 968-as busz (Budapest)
A budapesti 968-as jelzésű éjszakai autóbusz Kispest, Kossuth tér és a Cinkotai autóbuszgarázs között közlekedik. Az átmérős jellegű éjszakai járatot a Budapesti Közlekedési Zrt. üzemelteti. A járműveket a Cinkotai autóbuszgarázs adja ki.

## Útvonala
| Cinkotai autóbuszgarázs felé | Kispest, Kossuth tér felé |
| --- | --- |
| Kispest, Kossuth tér vá. – Üllői út – Simonyi Zsigmond utca – Bartók Béla utca – felüljáró – Sibrik Miklós – Harmat utca – Újhegyi út – Kozma utca – Jászberényi út – Pesti út – Cinkotai út – Bökényföldi út – Cinkotai autóbuszgarázs vá. | Cinkotai autóbuszgarázs vá. – Bökényföldi út – Cinkotai út – Pesti út – Jászberényi út – Kozma utca – Újhegyi út – Harmat utca – Sibrik Miklós út – felüljáró – Vak Bottyán utca – Lehel utca – Üllői út – Kispest, Kossuth tér vá. |

## Megállóhelyei
| 0  | Kispest, Kossuth tér végállomás    | 22 | 909, 914, 950, 950A                 |
| 0  | Simonyi Zsigmond utca              | ∫  | 909                                 |
| 1  | Sós utca                           | ∫  | 909                                 |
| 2  | Kőbánya-Kispest M                  | 19 | 200E 909 S50                        |
| 3  | Felüljáró (Gyömrői út)             | ∫  | 909                                 |
| ∫  | Felüljáró                          | 18 | 909                                 |
| 4  | Gergely utca (Sibrik Miklós út)    | 17 | 909                                 |
| ∫  | Gőzmozdony utca                    | 16 | 909                                 |
| 5  | Szövőszék utca                     | 16 |                                     |
| ∫  | Sibrik Miklós út                   | 15 | 909                                 |
| 6  | Újhegyi sétány                     | 15 | 909                                 |
| 6  | Tavas utca                         | ∫  |                                     |
| 7  | Újhegyi út, Sportliget             | 14 |                                     |
| 8  | Maglódi út                         | 14 |                                     |
| 9  | Új köztemető                       | 13 |                                     |
| 10 | Izraelita temető                   | 12 |                                     |
| 10 | Gránátos utca                      | 11 |                                     |
| 11 | Meténg utca                        | 11 |                                     |
| ∫  | Kozma utca                         | 10 | 956, 990                            |
| 12 | Athenaeum Nyomda                   | ∫  | 956, 990                            |
| 13 | Kossuth Nyomda                     | 9  | 956, 990                            |
| 14 | Legényrózsa utca                   | 8  | 956, 990                            |
| 14 | Rézvirág utca                      | 7  | 956, 990                            |
| 15 | Dombhát utca                       | 6  | 956, 990                            |
| 16 | 501. utca                          | 6  | 956, 990                            |
| 16 | Akadémiaújtelep vasútállomás       | 6  | 956, 990 S80 (éjfél és 1:10 között) |
| 17 | 509. utca                          | 5  | 956, 990                            |
| ∫  | Keresztúri út                      | 4  | 956, 990                            |
| 17 | 513. utca                          | ∫  | 956, 990                            |
| 18 | Borsó utca                         | 3  | 956, 990                            |
| 19 | Kis utca                           | 3  | 956, 990                            |
| 20 | Rétsár utca                        | 2  | 908, 908A, 998                      |
| 21 | Gyöngytyúk utca                    | 1  | 908, 908A, 998                      |
| 22 | Vidor utca                         | 1  | 908, 908A, 998                      |
| 23 | Cinkotai autóbuszgarázs végállomás | 0  | 908, 908A, 992, 996, 996A, 998      |